# 阿格涅什卡·维什切克-科尔杜斯
阿格涅什卡·维什切克-科尔杜斯（波蘭語：Agnieszka Wieszczek-Kordus，1983年3月22日—），波兰女子摔跤运动员。她曾代表波兰参加2008年、2016年和2020年夏季奥林匹克运动会摔跤比赛，其中2008年奥运会获得一枚铜牌。